# Chaerea maritimus
Genre
Espèce
Synonymes
- Altella emilieae Lissner, 2016

Chaerea maritimus, unique représentant du genre Chaerea, est une espèce d'araignées aranéomorphes de la famille des Argyronetidae.

## Distribution
Cette espèce se rencontre en Algérie, en Espagne, en France, en Italie et en Grèce.

## Habitat
Cette espèce est halophile. Elle se rencontre sur la côte.

## Description
Le mâle syntype mesure 3 mm et la femelle syntype 3,5 mm.
Les mâles mesurent de 2,1 à 2,3 mm et la femelle 2,73 mm.

## Systématique et taxinomie
Cette espèce a été décrite par Simon en 1885.
Altella emilieae a été placée en synonymie par Bosmans, Oger et Ponel en 2016.
Ce genre a été décrit par Simon en 1885. Il est placé dans les Argyronetidae par Montana, Cala-Riquelme, Crews, Gorneau, Al-Jamal, Alequín, Spagna, Ballarin et Esposito en 2025.

## Publication originale
- Simon, 1885 : « Arachnides nouveaux d'Algérie. » Bulletin de la Société Zoologique de France, vol. 9, p. 321-327 (texte intégral).